# Clepsis zelleriana
Clepsis zelleriana es una especie de polilla del género Clepsis, categorizada en la tribu Archipini, de la subfamilia Tortricinae.

## Distribución
Se distribuye por Kazajistán.

## Taxonomía
Fue descrita por Erschoff en 1874 y publicada en (Penthina), Lepid. Turkestan: 94.